# Literatura hebrea
La literatura hebrea consisteix en escrits antics, medievals i moderns en llengua hebrea. És una de les formes principals de literatura jueva, tot i que hi ha hagut casos de literatura escrita en hebreu per no jueus. La literatura hebrea es va produir a moltes parts del món al llarg de l'època medieval i moderna, mentre que la literatura hebrea contemporània és en gran part literatura israeliana. El 1966, Agnon va guanyar el premi Nobel de literatura per novel·les i contes que empraven una barreja única d’hebreu bíblic, talmúdic i modern, cosa que el va convertir en el primer escriptor hebreu que va rebre aquest premi.

## Època antiga
La literatura en hebreu comença amb la literatura oral del Leshon HaKodesh (לֶשׁוֹן הֲקוֹדֶשׁ), "La llengua santa", des de temps remots i amb els ensenyaments d'Abraham, el primer dels patriarques bíblics d'Israel, c.2000 aC. Més enllà de la comparació, l'obra més important de la literatura hebrea antiga és la Bíblia hebrea (Tanakh).
El Mishna, compilat al voltant del 200 dC, és la codificació rabínica principal de les lleis derivades de la Torà. Va ser escrit en hebreu mishnaic, però el comentari principal sobre això, el Gemara, va ser escrit en gran part en arameu. Moltes obres de midrash clàssic van ser escrites en hebreu.

## Època medieval
Durant el període medieval, la majoria de la literatura jueva i hebrea es componia al nord d'Àfrica islàmica, Espanya, Palestina i l'Orient Mitjà. Moltes obres de la literatura filosòfica medieval, com la Guia dels perplejos de Maimonides i El Kuzari, així com moltes obres de ficció, van ser escrites en judeoàrab. Les obres de literatura rabínica s'escrivien més sovint en hebreu, incloent: comentaris de la Torà d’ Abraham ibn Ezra, Rashi i d'altres; codificacions de la llei jueva, com Maimònides ' Mixné Torà, el Arba'ah Turim, i el Shulján Aruj ; i obres de la literatura Musar (literatura ètica didàctica) com Chovot ha-Levavot (Els deures del cor) de Bahya ibn Paquda. Una obra de ficció escrita en hebreu va ser la "Faula de la guineu" de Berechiah ben Natronai ha-Nakdan, faules hebrees que s'assemblen a les faules d'Esop.
Gran part de la poesia jueva medieval es va escriure en hebreu, inclòs el piyyutim litúrgic a Palestina als segles vii i viii per Yose ben Yose, Yanai i Eleazar Kalir. Aquests poemes es van afegir a la litúrgia en llengua hebrea. Aquesta litúrgia va ser compilada en forma de llibre com "el siddur" per part de rabins, inclosos Amram Gaon i Saadia Gaon. Posteriorment, els poetes espanyols, provençals i italians van escriure poemes tant religiosos com laics; poetes especialment destacats van ser Salomon ibn Gabirol, Yehuda Halevi i Yehuda al-Harizi. La majoria també van participar activament en la traducció de la literatura rabínica i laica jueva de l'àrab a l'hebreu.
Només es constata un poema hebreu d'una dona per al període medieval (i és el primer i l'últim des de fa alguns segles): compost per l'esposa de Dunash ben Labrat, lamenta la sortida de Dunash a l'exili.

## Època moderna
A més d’escriure literatura rabínica tradicional en hebreu, els jueus moderns van desenvolupar noves formes de ficció, poesia i assaig, que normalment s'anomenen "literatura hebrea moderna".

### Segle XVIII
A principis del segle xviii, la literatura jueva encara estava dominada per autors sefardites, que sovint escrivien en judeoàrab. El drama al·legòric de Moses Hayyim Luzzatto "La-Yesharim Tehillah" (1743) es pot considerar com el primer producte de la literatura hebrea moderna. S'ha conegut com "un poema que, en la seva clàssica perfecció d'estil, és només segon de la Bíblia". L'alumne de Luzzatto a Amsterdam, David Franco Mendes (1713–92), en les seves imitacions de Jean Racine ("Gemul 'Atalyah") i de Metastasio ("Yehudit"), va continuar l'obra del seu mestre, tot i que les seves obres no són tan respectades com ho eren De Luzzatto.
Més tard al segle xviii, el moviment Haskalah (il·lustració jueva) va treballar per aconseguir l'emancipació política dels jueus a Europa, i els jueus europeus van començar gradualment a produir més literatura en la forma dels autors jueus anteriors de l'Orient Mitjà. La traducció de la Bíblia hebrea a l'alemany de Moses Mendelssohn va inspirar l'interès per la llengua hebrea que va conduir a la fundació d'una revisió trimestral escrita en hebreu. Van seguir altres publicacions periòdiques. Poesia de Naphtali Hirz Wessely, com "Shire Tif'eret" o "Mosiade", va fer que Wessely, per dir-ho així, fos el poeta laureat del període.

### Segle XIX
A la Galícia del segle xix, poetes, erudits i escriptors populars que van contribuir a la difusió de l'hebreu i a l'emancipació dels jueus de Galícia van incloure:
- Joseph Perl (1773–1839), escriptor i educador que, el 1819, va publicar Revelador de secrets, la primera novel·la hebrea.[6]
- Nachman Krochmal (1785-1840), filòsof, teòleg i historiador.
- Solomon Judah Loeb Rapoport (1790-1867), rabí, poeta i biògraf
- Isaac Erter (1792-1841), un poeta satíric la col·lecció d’assaigs del qual, "Ha-Tzofeh le-Bet Yisrael", és una de les obres més pures de la literatura hebrea moderna, que ataca les supersticions i els prejudicis hassidics amb un estil vigorós i clàssic.
- Meir Halevy Letteris (1800–1871), un poeta líric conegut també per la seva adaptació a l'hebreu de Faust de Goethe.

A Amsterdam, al segle xix va sorgir un cercle d’artistes literaris en llengua hebrea, inclòs el poeta Samuel Molder (1789-1862). Praga es va convertir en un centre actiu de la Haskalah al segle xix, i el més conegut entre els escriptors de la Haskalah va ser Jehudah Loeb Jeiteles (1773–1838), autor d'enginyosos epigrames ("Bene ha-Ne'urim") i d'obres dirigides contra l'hasidisme i contra la superstició. A Hongria, entre els autors en llengua hebrea hi havia Solomon Lewison de Moor (1789-1822), autor de "Melitzat Yeshurun"; Gabriel Südfeld, un poeta que va ser pare de Max Nordau ; i el poeta Simon Bacher. Un autor jueu notable a Romania durant el segle xix va ser el metge i escriptor Julius Barasch.
Entre els jueus italians del segle xix que escrivien en hebreu hi havia Isaac Samuel Reggio (1784–1854), Joseph Almanzi, Hayyim Salomon, Samuel Vita Lolli (1788–1843). Una altra figura destacada va ser Rachel Morpurgo (1790-1860), que va ser una de les poques escriptores femenines del moviment Haskalah, i els poemes dels quals han estat descrits com a caracteritzats per la "pietat religiosa i la fe mística en el futur d'Israel". L'escriptor italià més conegut va ser Samuel David Luzzatto (1800–65) va ser el primer escriptor modern que va introduir el romanticisme religiós a l’hebreu i va atacar el racionalisme del nord en nom del sentiment religiós i nacional.
Entre els escriptors hebreus més destacats de l’ imperi rus del segle xix s'incloïen:
- el poeta i matemàtic Jacob Eichenbaum (1796-1861)
- el líder de l’haskalah Isaac Baer Levinsohn
- Kalman Schulman (1826–1900), que va introduir la forma romàntica en hebreu
- el poeta romàntic Micah Joseph Lebensohn (1828–52)
- l'autor lituà Mordecai Aaron Ginzburg, conegut com "el pare de la prosa"
- El poeta lituà Abraham Baer Lebensohn, conegut com el "pare de la poesia", els poemes del qual "Shire Sefat Kodesh" van tenir un èxit extraordinari.
- Abraham Mapu (1808-67), el creador de la novel·la hebrea, el romanç històric del qual "Ahabat Tziyyon" va exercir una influència important en el desenvolupament de l'hebreu.

El poeta Judah Leib Gordon, també conegut com a "Leon Gordon" (1831-1892), va ser un conegut poeta satíric que s'ha caracteritzat com "un enemic implacable dels rabins ".

### segle 20
Quan l’ assentament sionista a Palestina es va intensificar a principis del segle xx, l’hebreu es va convertir en la llengua compartida de les diverses comunitats d’immigrants jueus juntament amb els jueus palestins nadius del vell Yishuv, que van continuar les tradicions literàries dels escriptors sefardites i àrabs Maimonedes (Moshe ibn Maimoun) i al-Harizi. Eliezer Ben-Yehuda, en particular, va treballar per adaptar l'hebreu a les necessitats del món modern, recorrent a les fonts hebrees de tots els períodes i llocs per desenvolupar un llenguatge que anés més enllà del sagrat i poètic i que fos capaç d'articular l'experiència moderna.
Amb l’auge del moviment sionista entre els jueus d’Europa, els jueus asquenazites van adoptar la literatura hebrea i van començar a dominar-la per primera vegada. Les bases de l’ escriptura israeliana moderna van ser establertes per un grup de pioners literaris de la Segona Aliya, inclosos Shmuel Yosef Agnon, Moshe Smilansky, Yosef Haim Brenner, David Shimoni i Jacob Fichman. Hayim Nahman Bialik (1873–1934) va ser un dels pioners dels poetes hebreus moderns i va ser reconegut com el poeta nacional d' Israel. Bialik va contribuir significativament a la reactivació de la llengua hebrea, que abans dels seus dies existia principalment com una llengua antiga, erudita o poètica. Bialik, com altres grans figures literàries de principis del segle xx, com Ahad Ha-Am i Tchernichovsky, va passar els seus darrers anys a Tel-Aviv i va exercir una gran influència en escriptors hebreus més joves; l'impacte de la seva obra és evident a tota la literatura hebrea moderna.
Paral·lelament, diversos escriptors jueus palestins i llevantins van ser influenciats pel ressorgiment de la literatura hebrea i van adoptar l'hebreu per als seus escrits. En contrast amb les experiències de pioners com Bialik, que eren immigrants asquenazites d’Europa, els escriptors jueus llevantins van ser educats en les tradicions literàries àrabs i, per tant, van incorporar molts temes i elements lingüístics palestins àrabs, sefardites i vernacles. El novel·lista Yehuda Burla, nascut a Jerusalem el 1886, va militar a l'exèrcit otomà i, posteriorment, va ensenyar hebreu i àrab a Damasc. El 1961 li fou concedit el Premi Israel de literatura. El novel·lista Yitzhaq Shami era un jueu palestí originari d’Hebron, i la seva obra —escrita des de la perspectiva dels jueus de parla àrab i dels palestins musulmans— incorporava diversos temes àrabs, sefardites i de l’Orient Mitjà. Shami ocupa un lloc relativament únic a la literatura hebrea, ja que la seva escriptura també és reconeguda com a literatura palestina; el 2004 Shami va ser reconegut per la Palestina Academic Society com un dels escriptors palestins importants.
El 1966, Agnon va guanyar el premi Nobel de literatura per novel·les i contes que empraven una barreja única d’hebreu bíblic, talmúdic i modern. Els traductors literaris a l’hebreu modern, sobretot Leah Goldberg, entre d'altres, també van contribuir molt a la literatura hebreu-israeliana mitjançant la incorporació de literatura internacional i figures literàries als cercles hebreus mitjançant la traducció. La mateixa Goldberg també es va destacar per ser una prolífica escriptora i pionera de la literatura infantil israeliana.

## Època contemporània
Una nova generació d’escriptors hebreus va sorgir amb la creació de l’ Estat d’Israel el 1948. Aquesta nova generació incloïa els novel·listes Aharon Megged, Nathan Shaham i Moshe Shamir, i els poetes Yehudah Amichai, Amir Gilboa i Haim Gouri. Les novel·les My Michael (1968) i Black Box (1987) d’ Amos Oz i The Lover (1977) i Mr. Mani (1990) d’ AB Yehoshua descriuen la vida en el nou estat. Aquests treballs també exploren temes com el conflicte entre pares i fills i el rebuig d’alguns ideals sagrats del judaisme i del sionisme. Molts escriptors hebreus de finals del segle xx van tractar l'Holocaust, les qüestions de les dones i el conflicte entre israelians i àrabs. Un altre tema va ser la tensió entre jueus d'origen europeu, els ashkenazim, i els jueus d'origen mitjà i mediterrani, els mizrahim i els sefardites. El 1986, l'autor palestí-israelià Anton Shammas va publicar la novel·la hebrea "Arabesques", marcant una fita amb la primera obra important de la literatura hebrea escrita per un israelià no jueu. La novel·la de Shammas ha estat traduïda a diverses llengües estrangeres.
Entre els autors hebreus moderns hi ha Ruth Almog, Aharon Appelfeld, David Grossman, Amalia Kahana-Carmon, Etgar Keret, Savyon Liebrecht, Sami Michael, Yaakov Shabtai, Meir Shalev i Zeruya Shalev. Els autors israelians contemporanis les obres dels quals han estat traduïts a altres idiomes i han obtingut el reconeixement internacional són Ephraim Kishon, Yaakov Shabtai, AB Yehoshua, Amos Oz, Irit Linur, Etgar Keret i Yehoshua Sobol Entre els poetes hebreus hi ha David Avidan, Maya Bejerano, Erez Biton, Dan Pagis, Dalia Ravikovitch, Ronny Someck, Meir Wieseltier i Yona Wallach. A la dècada de 2010, cada any es publiquen milers de llibres nous en hebreu, tant traduccions d'altres idiomes com obres originals d'autors israelians.